# Saison 1986-1987 du Wydad Athletic Club
Pour un article plus général, voir Wydad Athletic Club (omnisports).
Maillots
Chronologie
Saison précédente Saison suivante
La saison 1986/1987 du Wydad AC est la quarante-huitième de l'histoire du club. Cette saison débute alors que les rouges avaient terminé premier du championnat lors de la saison précédente. Le club est par ailleurs engagé en coupe du Trône et en coupe des clubs champions africains.
Lors de cette saison, le WAC est éliminé en seizième de finale de la coupe du Trône, en huitième de finale de la Coupe des clubs champions africains et atteint la 3e place en poule puis la 5e dans les plays-offs du championnat.
Le bilan en championnat du WAC en comptant les poules et plays-offs, est plutôt favorable car sur 30 matchs joués, il en gagne 12, en perd 8 et cède 10 nuls pour 42 buts marqués et 21 encaissés.

## Contexte et résumé de la saison passée
L'équipe du Wydad AC avait remporté le championnat lors de la saison précédente. Avec au total 93 points soit 23 victoires, 9 nuls et 6 défaites, l'équipe a enregistré une prestation plus que bonne en remportant donc son 12e titre de championnat. Ensuite en coupe du Trône, le parcours du Doyen a débuté en 16e de finale puisque les Rouges évoluent en 1er division. Finalement, le club est éliminé dès les 16e de finale face à l'Union de Mohammédia, 2-1.
Le bilan de la saison dernière est plutôt bon, du fait que l'équipe a atteint la 1re place du classement et remporta le championnat, malgré l'élimination rapide en coupe du Trône.

## Saison

### Parcours en Championnat
Le championnat du Maroc de football 1986-1987 est la 71e édition du championnat du Maroc de football. Elle oppose vingt-quatre clubs regroupées au sein de deux poules différentes où les équipes se rencontrent deux fois, à domicile et à l'extérieur. Les trois derniers clubs de chaque poule sont relégués en fin de saison tandis que les quatre premiers de chaque poule sont qualifiés aux plays-offs dans laquelle le premier devient champion du Maroc.

#### Phase de groupe: Poule A
Composition de la Poule A
Le tirage au sort doit placer le WAC au côté de onze autres équipes tandis que douze autres rejoindraient l'autre poule. Finalement le Wydad se trouve donc lors de cette saison au sein de la Poule A en compagnie de onze équipes que sont :
Le K.A.C.M. : le Kawkab Athlétique Club de Marrakech.
L'A.S.F.A.R : l'Association Sportive des Forces Auxiliaires Royales.
L'A.S.F.A.R. : l'Association Sportive des Forces Armées Royales.
Le M.C.O. : le Mouloudia Club d'Oujda.
La R.S.K. : la Renaissance Sportive de Kénitra.
Le C.O.D.M. : le Club Omnisports de Meknès.
L'A.S.S. : l'Association Sportive de Salé.
Le C.S.E. : le Chabab Sakia El Hamra.
L'O.C.K. : l'Olympique Club de Khouribga.
L'U.S.K. : l'Union de Sidi Kacem.
et le S.C.C.M. : le Sporting Club du Chabab Mohammédia.
Cette saison représente donc la quarante-huitième année de football de l'histoire du Wydad Athletic Club, il s'agit surtout de sa 47e en première division. On peut signaler la présence du principal club ennemie du Wydad, les FAR de Rabat. Cette équipe a privé le Wydad pendant plusieurs années de beaucoup de titres. La rivalité entre ces deux clubs s'est donc installée. Mis à part le club rbati, quelques autres clubs sont à signaler dont l'Union de Sidi Kacem où les déplacements sont toujours périlleux. Le premier représentant des provinces du Sud, le Chabab Sakia El Hamra ainsi que le Mouloudia d'Oujda.

##### Phase aller de la Poule A
| Dates          | Journées    | Adversaires            | Lieux des rencontres                | Scores | Buts WAC                    | Références           |
| -------------- | ----------- | ---------------------- | ----------------------------------- | ------ | --------------------------- | -------------------- |
| ???            | 1re journée | Chabab Sakia El Hamra  | ???                                 | 1-1    | ??                          | [ Rapport match 1 ]  |
| ???            | 2e journée  | Renaissance de Kénitra | Complexe Mohammed V (Casablanca)    | 1-1    | ??                          | [ Rapport match 2 ]  |
| ???            | 3e journée  | AS Salé                | Stade de la Marche-Verte (Salé)     | 1-0    | -                           | [ Rapport match 3 ]  |
| ???            | 4e journée  | Olympique de Khouribga | Complexe Mohammed V (Casablanca)    | 1-6    | ?? , ?? , ?? , ?? , ?? , ?? | [ Rapport match 4 ]  |
| ???            | 5e journée  | Kawkab de Marrakech    | Stade El Harti (Marrakech)          | 1-0    | -                           | [ Rapport match 5 ]  |
| ???            | 6e journée  | Mouloudia d'Oujda      | Complexe Mohammed V (Casablanca)    | 1-1    | ??                          | [ Rapport match 6 ]  |
| ???            | 7e journée  | Union de Sidi Kacem    | Stade Abdelkader Allam (Sidi Kacem) | 1-0    | -                           | [ Rapport match 7 ]  |
| ???            | 8e journée  | FA Ben Slimane         | Complexe Mohammed V (Casablanca)    | 0-0    | -                           | [ Rapport match 8 ]  |
| ???            | 9e journée  | FAR de Rabat           | Complexe Moulay Abdallah (Rabat)    | 2-2    | ?? , ??                     | [ Rapport match 9 ]  |
| ???            | 10e journée | Chabab Mohammédia      | Complexe Mohammed V (Casablanca)    | 3-0    | ?? , ?? , ??                | [ Rapport match 10 ] |
| 3 janvier 1987 | 11e journée | CODM de Meknès         | Stade d'Honneur (Meknès)            | 0-2    | ?? , ??                     | [ Rapport match 11 ] |

##### Classement à la trêve hivernale: Poule A
Le classement est établi sur le même barème de points que durant l'époque coloniale, c'est-à-dire qu'une victoire vaut trois points, un match nul deux points et défaite à un point.
| Rang | Équipe                 | Pts | J  | G | N | P | Bp | Bc | Diff |
| ---- | ---------------------- | --- | -- | - | - | - | -- | -- | ---- |
| 1    | FAR de Rabat (CdT)     | 29  | 11 | 7 | 4 | 0 | 23 | 8  | +15  |
| 2    | Union de Sidi Kacem    | 25  | 11 | 6 | 2 | 3 | 24 | 15 | +9   |
| 3    | Mouloudia d'Oujda      | 25  | 11 | 5 | 4 | 2 | 14 | 12 | +2   |
| 4    | Kawkab de Marrakech    | 24  | 11 | 5 | 3 | 3 | 11 | 6  | +5   |
| 5    | FA Ben Slimane (P)     | 24  | 11 | 5 | 3 | 3 | 10 | 7  | +3   |
| 6    | Wydad AC (T)           | 23  | 11 | 4 | 4 | 3 | 16 | 8  | +8   |
| 7    | Olympique de Khouribga | 22  | 11 | 3 | 5 | 3 | 10 | 12 | -2   |
| 8    | CODM de Meknès         | 21  | 11 | 3 | 4 | 4 | 11 | 12 | -1   |
| 9    | AS Salé                | 19  | 11 | 2 | 4 | 5 | 7  | 15 | -8   |
| 10   | Chabab Mohammédia      | 19  | 11 | 2 | 4 | 5 | 7  | 17 | -10  |
| 11   | Chabab Sakia El Hamra  | 18  | 11 | 1 | 5 | 5 | 18 | 16 | +2   |
| 12   | Renaissance de Kénitra | 15  | 11 | 1 | 2 | 8 | 8  | 19 | -11  |

- Qualification aux Plays-offs

- Relégué

- Abréviations

T : Tenant du titre

CdT : Vainqueur de la Coupe du Trône de football 1985-1986

P : Promu de Botola 2 1985-1986

##### Phase retour de la Poule A
| Dates           | Journées    | Adversaires            | Lieux des rencontres             | Scores | Buts WAC                    | Références           |
| --------------- | ----------- | ---------------------- | -------------------------------- | ------ | --------------------------- | -------------------- |
| 10 janvier 1987 | 12e journée | Chabab Sakia El Hamra  | Complexe Mohammed V (Casablanca) | 3-0    | ?? , ?? , ??                | [ Rapport match 12 ] |
| 24 janvier 1987 | 13e journée | Renaissance de Kénitra | Stade Municipal (Kénitra)        | 0-6    | ?? , ?? , ?? , ?? , ?? , ?? | [ Rapport match 13 ] |
| 31 janvier 1987 | 14e journée | AS Salé                | Complexe Mohammed V (Casablanca) | 1-0    | ??                          | [ Rapport match 14 ] |
| 7 février 1987  | 15e journée | Olympique de Khouribga | ???                              | 2-0    | -                           | [ Rapport match 15 ] |
| 14 février 1987 | 16e journée | Kawkab de Marrakech    | Complexe Mohammed V (Casablanca) | 1-1    | ??                          | [ Rapport match 16 ] |
| 21 février 1987 | 17e journée | Mouloudia d'Oujda      | Stade d'Honneur (Oujda)          | 1-2    | ?? , ??                     | [ Rapport match 17 ] |
| 28 février 1987 | 18e journée | Union de Sidi Kacem    | Complexe Mohammed V (Casablanca) | 3-0    | ?? , ?? , ??                | [ Rapport match 18 ] |
| 7 mars 1987     | 19e journée | FA Ben Slimane         | ???                              | 2-1    | ??                          | [ Rapport match 19 ] |
| 14 mars 1987    | 20e journée | FAR de Rabat           | Complexe Mohammed V (Casablanca) | 0-0    | -                           | [ Rapport match 20 ] |
| 21 mars 1987    | 21e journée | Chabab Mohammédia      | Stade Bachir (Mohammédia)        | 1-0    | -                           | [ Rapport match 21 ] |
| 4 avril 1987    | 22e journée | CODM de Meknès         | Complexe Mohammed V (Casablanca) | 2-0    | ?? , ??                     | [ Rapport match 22 ] |

##### Classement final: Poule A
Le classement est établi sur le même barème de points que durant l'époque coloniale, c'est-à-dire qu'une victoire vaut trois points, un match nul deux points et défaite à un point. Des quatre équipes qualifiées, seul l'Union de Sidi Kacem ne participera pas aux Plays-offs pour une raison inconnue. C'est l'Olympique de Khouribga qui prendra sa place.
| Rang | Équipe                  | Pts | J  | G  | N | P  | Bp | Bc | Diff |
| ---- | ----------------------- | --- | -- | -- | - | -- | -- | -- | ---- |
| 1    | FAR de Rabat (CdT)      | 57  | 22 | 14 | 7 | 1  | 43 | 12 | +31  |
| 2    | Kawkab de Marrakech     | 50  | 22 | 11 | 6 | 5  | 29 | 13 | +16  |
| 3    | Union de Sidi Kacem     | 49  | 22 | 12 | 3 | 7  | 36 | 25 | +11  |
| 4    | Wydad de Casablanca (T) | 48  | 22 | 10 | 6 | 6  | 35 | 15 | +20  |
| 5    | Olympique de Khouribga  | 48  | 22 | 10 | 6 | 6  | 24 | 19 | +5   |
| 6    | Mouloudia d'Oujda       | 48  | 22 | 10 | 6 | 6  | 28 | 27 | +1   |
| 7    | FA Ben Slimane (P)      | 44  | 22 | 9  | 4 | 9  | 24 | 23 | +1   |
| 8    | Chabab Mohammédia       | 42  | 22 | 6  | 8 | 8  | 19 | 25 | -6   |
| 9    | CODM de Meknès          | 41  | 22 | 6  | 7 | 9  | 22 | 27 | -5   |
| 10   | AS Salé                 | 39  | 22 | 5  | 7 | 10 | 13 | 25 | -12  |
| 11   | Chabab Sakia El Hamra   | 32  | 22 | 2  | 6 | 14 | 28 | 49 | -21  |
| 12   | Renaissance de Kénitra  | 30  | 22 | 2  | 4 | 16 | 16 | 46 | -30  |

- Qualification aux Plays-offs

- Relégué

- Abréviations

T : Tenant du titre

CdT : Vainqueur de la Coupe du Trône de football 1985-1986

P : Promu de Botola 2 1985-1986

#### Plays-offs

##### Phase aller: Plays-offs
| Dates         | Journées    | Adversaires        | Lieux des rencontres             | Scores | Buts WAC     | Références           |
| ------------- | ----------- | ------------------ | -------------------------------- | ------ | ------------ | -------------------- |
| 25 avril 1987 | 1er journée | Raja de Casablanca | Complexe Mohammed V (Casablanca) | 1-1    | ??           | [ Rapport match 23 ] |
| 2 mai 1987    | 2e journée  | Hassania d'Agadir  | Complexe Mohammed V (Casablanca) | 3-0    | ?? , ?? , ?? | [ Rapport match 24 ] |
| 9 mai 1987    | 3e journée  | KAC de Kénitra     | Stade Municipal (Kénitra)        | 0-0    | -            | [ Rapport match 25 ] |
| 16 mai 1987   | 4e journée  | FUS de Rabat       | Complexe Mohammed V (Casablanca) | 1-1    | ??           | [ Rapport match 26 ] |

##### Phase retour: Plays-offs
| Dates           | Journées   | Adversaires        | Lieux des rencontres             | Scores | Buts WAC | Références           |
| --------------- | ---------- | ------------------ | -------------------------------- | ------ | -------- | -------------------- |
| 23 mai 1987     | 5e journée | Raja de Casablanca | Complexe Mohammed V (Casablanca) | 0-0    | -        | [ Rapport match 27 ] |
| ???             | 6e journée | Hassania d'Agadir  | Stade Al Inbiâate (Agadir)       | 0-0    | -        | [ Rapport match 28 ] |
| 4 juillet 1987  | 7e journée | KAC de Kénitra     | Complexe Mohammed V (Casablanca) | 1-0    | -        | [ Rapport match 29 ] |
| 18 juillet 1987 | 8e journée | FUS de Rabat       | Stade du FUS (Rabat)             | 3-2    | ?? , ??  | [ Rapport match 30 ] |

##### Classement final: Plays-offs
Le classement est établi sur le même barème de points que durant l'époque coloniale, c'est-à-dire qu'une victoire vaut trois points, un match nul deux points et défaite à un point.
| Rang | Équipe                 | Pts | J | G | N | P | Bp | Bc | Diff |
| ---- | ---------------------- | --- | - | - | - | - | -- | -- | ---- |
| 1    | FAR de Rabat (CdT)     | 19  | 8 | 4 | 3 | 1 | 11 | 7  | +4   |
| 2    | Kawkab de Marrakech    | 18  | 8 | 3 | 4 | 1 | 8  | 3  | +5   |
| 3    | FUS de Rabat           | 17  | 8 | 3 | 3 | 2 | 9  | 7  | +2   |
| 4    | KAC de Kénitra         | 16  | 8 | 3 | 2 | 3 | 11 | 6  | +5   |
| 5    | Raja de Casablanca (V) | 16  | 8 | 2 | 4 | 2 | 7  | 8  | -1   |
| 6    | Wydad AC (T)           | 15  | 8 | 1 | 5 | 2 | 7  | 6  | +1   |
| 7    | Olympique de Khouribga | 15  | 8 | 3 | 1 | 4 | 4  | 13 | -9   |
| 8    | Hassania d'Agadir (P)  | 12  | 8 | 0 | 4 | 4 | 2  | 9  | -7   |

- Champion du Maroc

- Vice-champion

- Abréviations

T : Tenant du titre

V : Vice-champion 1985-1986

CdT : Vainqueur de la Coupe du Trône de football 1985-1986

P : Promu de Botola 2 1985-1986

### Parcours en Coupe du Trône
La saison 1986-1987 de la coupe du Trône de football est la trente-et-unième édition de la compétition. Ayant comme champion les FAR de Rabat lors de l'édition précédente, cette compétition est la seconde plus importante du pays. Étant une équipe de première division, le Wydad entame cette compétition en seizième de finale.
| Dates | Tours       | Adversaires      | Lieux des rencontres             | Scores | Buts WAC | Références           |
| ----- | ----------- | ---------------- | -------------------------------- | ------ | -------- | -------------------- |
| ???   | 1/16 finale | Rachad Bernoussi | Complexe Mohammed V (Casablanca) | 1-2    | ??       | [ Rapport match 31 ] |

Le Wydad AC qui entame la compétition en 16e de finale se voit affronter le club casablancais du Rachad Bernoussi pour son premier match, équipe qui évolue en 2e division. Finalement, les rouges sont éliminés après une défaite sur le score de deux buts à un pourtant à domicile. Comme la saison dernière, le club ne dépasse guère le stade des seizièmes de finale. Le parcours du Rachad s'arrêtera malgré tout au tour suivant face à la Renaissance de Berkane.

### Parcours en Coupe des clubs champions africains
L'édition 1987 de la coupe des clubs champions africains est la vingt-troisième de la compétition. Regroupant la plupart des champions de chaque pays africains, le Wydad qui a remporté la saison 1986-1987 du championnat national participe donc à la compétition comme représentant du Maroc.
| Dates | Tours                | Adversaires   | Lieux des rencontres             | Scores   | Buts WAC     | Références           |
| ----- | -------------------- | ------------- | -------------------------------- | -------- | ------------ | -------------------- |
| ???   | 1/16 finale - Aller  | ASC Police    | Complexe Mohammed V (Casablanca) | 3-1      | ?? , ?? , ?? | [ Rapport match 32 ] |
|       | 1/16 finale - Retour | ASC Police    |                                  | Non joué |              |                      |
| ???   | 1/8 finale - Aller   | Asante Kotoko | Complexe Mohammed V (Casablanca) | 1-1      | Benabicha    | [ Rapport match 33 ] |
| ???   | 1/8 finale - Retour  | Asante Kotoko | ???                              | 2-0      | -            | [ Rapport match 34 ] |

Le Wydad qui dispute la compétition pour la première fois de son histoire grâce au titre de champion acquis l'an dernier débute au 1/6 de finale. L'ASC Police de Nouakchott est le tout premier adversaire des Rouges dans cette compétition. Après un aller en faveur du Wydad sur le score de 3-1, le match retour ne sera pas joué après la disqualification du club mauritanien pour non règlement des frais de participation. L'équipe est donc qualifiée pour les 1/8 de finale.
Après un tirage au sort, le Wydad tombe sur l'un des plus grands clubs d’Afrique qu'est Asante Kotoko. Celui-ci a déjà remporté deux éditions de cette compétition. L'aller qui se déroule à Casablanca verra le Wydad cédé le nul face au ghanéen sur le score d'un but à un. Le match qui s'est déroulé en plein mois de Ramadan malgré plusieurs occasions raté s'est terminé par un nul. Le buteur du Wydad est Benabicha. Mais au retour, le match fut beaucoup plus difficile pour les Rouges qui durent subir les attaques ghanéenne. Finalement, le club est éliminé à la suite de la défaite au match retour sur le score de deux buts à zéro.

## Issue de la saison
À l'issue de la saison, le Wydad AC réalise un bon parcours en championnat du Maroc, mais se fait éliminer dès les 16e de finale de la coupe du Trône après une défaite face au Rachad Bernoussi. Le club a aussi participé à la Coupe des clubs champions africains dans laquelle, le Wydad a atteint les 8e de finale.
En championnat, le WAC prend la 4e place en phase de poule et réussit donc de peu la qualification aux Plays-offs. Le bilan durant ce 1er tour est de 10 victoires, 10 matchs nuls et 6 défaites sur les vingt-deux matchs joués. Puis le bilan des Plays-offs est plutôt médiocre avec une 6e place et seulement 1 match remporté, 5 nuls et 2 défaites. En coupe, les Rouges sont éliminés rapidement dès leur premier match. Le club Doyen a donc disputé seulement un match perdu contre le Rachad Bernoussi à domicile.
En compétition africaine, le Wydad qui disputa sa première compétition de type continental a atteint les 8e de finale après deux victoires (dont l'une par forfait), un nul et une défaite face à la même équipe.
Avec un total de trente matchs joués (Phase de Poule et Plays-offs), onze victoires, quinze nuls et sept défaites en championnat et avec un total de seulement un match joué en coupe, soit une défaite, plus deux victoires, un nul et une défaite en coupe d'Afrique des clubs champions. Les Rouges ont joué au total pendant cette saison 35 matchs avec un bilan de 13 victoires, 16 nuls et 9 défaites.
| Compétition                         | Classement final | M.J. | G. | N. | P. |
| ----------------------------------- | ---------------- | ---- | -- | -- | -- |
| Botola 1 : Phase de Poule           | 4e / 12          | 22   | 10 | 10 | 6  |
| Botola 1 : Plays-offs               | 6e / 8           | 8    | 1  | 5  | 2  |
| Coupe du Trône                      | 1/16 finale      | 1    | 0  | 0  | 1  |
| Coupe des clubs champions africains | 1/8 finale       | 4    | 2  | 1  | 1  |